# Lesquielles-Saint-Germain
Lesquielles-Saint-Germain är en kommun i departementet Aisne i regionen Hauts-de-France i norra Frankrike. Kommunen ligger  i kantonen Guise som ligger i arrondissementet Vervins. År 2022 hade Lesquielles-Saint-Germain 776 invånare.

## Befolkningsutveckling
Antalet invånare i kommunen Lesquielles-Saint-Germain
Referens: INSEE